# Kinn
Kinn è un comune norvegese della contea di Vestland.